# Gracilinanus microtarsus
La marmosa grácil de pies chicos (Gracilinanus microtarsus) es una especie de marsupial didelfimorfo de la familia Didelphidae endémica de la franja costera oriental de Brasil.

## Subespecies
Se reconocen dos subespecies de Gracilinanus microtarsus.
- Gracilinanus microtarsus microtarsus
- Gracilinanus microtarsus guahybae